# L+T Informatica
L+T Informatica was een Eindhovens IT-bedrijf dat in 1975 werd opgericht door Cees van der Land (de L) en Onno Tinga (de T). In 1986 werd het bedrijf overgenomen door Bouwfonds Informatica dat op haar beurt in 1991 werd ingelijfd door het Rijkscomputercentrum (RCC). Het RCC groeide uit tot PinkRoccade dat in 2005 werd overgenomen door Getronics. Sinds 2009 heet de onderneming PinkRoccade Local Government en is het een van de negen werkmaatschappijen van TSS.

## Beginjaren
In de eerste vijf jaar van haar bestaan groeide het bedrijf onder de naam "van der Land & Tinga automatiseringsprojecten" tot ruim 50 medewerkers die voornamelijk waren gespecialiseerd in de ontwikkeling van bedrijfssoftware in opdracht van Brabantse klanten, waaronder de regionale gemeentelijke computercentra CIOB en CBT en de bedrijven DAF en Philips.
Nadat Tinga het bedrijf verliet, groeide het na 1980 onder de naam L+T Informatica snel uit. Dat gebeurde eerst met de overname van de Belgische Dataskill-activiteiten die uitgroeiden tot het Antwerpse L+T Software NV. Vervolgens werd DAF-dochter AutoInfo overgenomen, die de automatisering voor de DAF Truckdealers verzorgde. Naast bedrijfssoftware werd ook hardware in de portefeuile opgenomen met Tandberg, de Philips P2000 en vervolgens de IBM-PC en de IBM midrange computers. In die jaren breidde van der Land zijn directieteam uit met Frans van Stiphout en Willem van Gennip. 

## Doorbraak
De grote doorbraak van L+T Informatica kwam voort uit het combineren van zijn ervaringen op het gebied van truckdealerautomatisering en gemeentelijke automatisering. Truckdealers waren al jaren zelfstandig geautomatiseerd met geïntegreerde bedrijfssoftware voor de verschillende bedrijfsprocessen op een IBM midrange computer (vandaag noemen we dat ERP software). Gemeenten waren grotendeels aangewezen op de diensten van de regionale centra en beschikten dus niet over eigen software op een minicomputer. L+T ontwikkelde haar GIDA-productlijn voor IBM System/36, die in 1983 samen met IBM werd voor een groot gemeentelijk publiek werd aangekondigd. Eind 1984 hadden 35 gemeenten L+T als leverancier geselecteerd, eind 1985 al 75, eind 1986 al 135 en dat aantal groeide uit tot ruim 300 van de 714 gemeenten die Nederland anno 1989 telde. Begin jaren 90 werd de GIDA-productlijn opgevolgd door de Globit-productlijn. Op het gebied van gemeentewerken werkte L+T tot 1995 intensief samen met ingenieursbureau Oranjewoud, dat de software leverde voor wegbeheer, gebouwenbeheer, rioolbeheer en digitalisering van kadastrale en andere kaarten (GBKN). Oranjewoud maakt tegenwoordig deel uit van het concurrerende Centric concern van Gerard Sanderink.

## Overnames en directiewisselingen
In 1986 werden de Nederlandse aandelen overgenomen door Bouwfonds Informatica (onderdeel van het Bouwfonds Nederlandse Gemeenten) en de Belgische aandelen werden overgenomen door Info Products. Bouwfonds Informatica (L+T, Data Process, Eniac BV, Bowhouse en Ipco) werd op haar beurt in 1991 overgenomen door het RCC dat vervolgens uitgroeide tot PinkRoccade.
Van der Land en van Gennip verlieten het bedrijf in 1986, waarna van Stiphout in 1989 L+T Hardware verzelfstandigde tot een aparte werkmaatschappij Bouwfonds Informatica naast L+T Informatica. L+T Informatica bouwde de gemeentelijke activiteiten verder uit en ontwikkelden de overige activiteiten uit tot een systeemhuis voor groothandel/productiebedrijven dat het Duitse Ratioplan vertegenwoordigde in Nederland. De industriebranche werd later ondergebracht bij PinkRoccade Industrious.
PinkRoccade Civility werd vervolgens uitgebreid met de overgenomen gemeentelijke rekencentra GCEI (Amsterdam) en GRC (Rotterdam), alsmede concurrent Raet Decentrale Overheid (1996) en het CCW (2000). De andere concurrenten (IGA, Kramers, HCS) werden overgenomen door Centric van Gerard Sanderink. Daardoor ontstond een oligopolie in de markt voor gemeentelijke automatisering, die werd beheerst door PinkRoccade en Centric. Sinds de eeuwwisseling staan PinkRoccade en Centric onder druk van nieuwkomers als Gouw-IT (OZB), PlanConsult (sociale dienst), Coda (financiën) en specialisten op frontoffice- en midofficegebied. Na 2000 introduceerde PinkRoccade haar Civision-productlijn die is gebaseerd op de software van SAP.
PinkRoccade maakte sinds 2005 deel uit van Getronics PinkRoccade, dat eind 2007 werd overgenomen door KPN. Binnen het KPN-bedrijf Getronics maakte "Local Government" deel uit van BAS (Business Application Services), dat in het vierde kwartaal 2008 verkocht is aan Capgemini. Het BAS-onderdeel Business Solutions (Local Government en Healthcare) werd in december 2008 verkocht aan Total Specific Solutions (het IT bedrijf van de familie Strikwerda). Het bedrijf gaat verder onder de naam PinkRoccade Local Government en neemt binnen TSS een zelfstandige positie in. In 2013 verkocht de familie Strikwerda geheel TSS (inclusief PinkRoccade Local Government) aan het Canadese bedrijf CSI.